# Bosco del Sasseto
Bosco del Sasseto este o arie protejată (arie specială de conservare — SAC, sit de importanță comunitară — SCI, arie de protecție specială avifaunistică — SPA) din Italia întinsă pe o suprafață de 61 ha, integral pe uscat.

## Localizare
Centrul sitului Bosco del Sasseto este situat la coordonatele 42°45′40″N 11°56′51″E / 42.761111°N 11.9475°E.

## Înființare
Situl Bosco del Sasseto a fost declarat sit de importanță comunitară în iunie 1995 pentru a proteja 1 specie de plante și 6 specii de animale. Alte tipuri de protecție:
- arie de protecție specială avifaunistică (în octombrie 1999)[2]
- arie specială de conservare (în decembrie 2016)[1][3][4]

## Biodiversitate
Situată în ecoregiunea mediteraneană, aria protejată conține 3 habitate naturale: Păduri de fag din Apenini cu Taxus și Ilex, Pajiști uscate seminaturale și facies de acoperire cu tufișuri pe substraturi calcaroase (Festuco-Brometalia) (* situri importante pentru orhidee), Păduri pe pante, grohotișuri și ravene de Tilio-Acerion.
La baza desemnării sitului se află mai multe specii protejate:
- plante (1): Himantoglossum adriaticum
- păsări (1): gaia neagră (Milvus migrans)
- mamifere (1): lupul (Canis lupus)
- nevertebrate (4): croitorul mare al stejarului (Cerambyx cerdo), rădașcă (Lucanus cervus), Melanargia arge, Osmoderma eremita

Pe lângă speciile protejate, pe teritoriul sitului au mai fost identificate 3 specii de plante, 1 specie de păsări, 1 specie de mamifere.